# Rudolf Röhrer
Rudolf „Rudi“ Röhrer (* 7. Januar 1930 in Gräfenroda; † 3. März 2012 in Leipzig) war ein deutscher Journalist. Er war von 1978 bis 1989 Chefredakteur der Leipziger Volkszeitung.

## Leben
Röhrer war Sohn eines Arbeiters und machte nach dem Besuch der Volks- und Mittelschule von 1946 bis 1949 eine Lehre in der Verwaltung.
Kurz nach deren Beginn trat er 1947 in die SED ein.
1949 begann Röhrer seine journalistische Laufbahn als Volontär bei der Erfurter Zeitung Das Volk, wo er bis 1954 Redakteur und Redaktionssekretär wurde. Zwischenzeitlich begann er 1953 ein Fernstudium an der Sektion Journalistik an der Karl-Marx-Universität Leipzig. Von 1956 bis zum Abschluss des Studiums als Diplomjournalist 1959 war er Chefredakteur von Zeit im Bild.
Von 1959 bis 1962 studierte er Gesellschaftswissenschaften an der Parteihochschule „Karl Marx“ in Berlin.
Nach Abschluss dieses Studiums wurde er Redaktionssekretär bei der Zeitschrift Für Dich und war von 1965 bis 1967 Chefredakteur der Neuen Berliner Illustrierten.
Danach wechselte er zur Leipziger Volkszeitung, zunächst als erster Stellvertreter des Chefredakteurs, ab 1978 als Chefredakteur.
Von 1979 bis zu seiner Absetzung war Röhrer Mitglied der SED-Bezirksleitung des Bezirks Leipzig.
Nach den Friedensgebeten in der Leipziger Nikolaikirche kam es am 19. Juni 1989 zu einer ersten kleinen Montagsdemonstration von 30 bis 50 Personen. Am darauffolgenden Sonnabend veröffentlichte Röhrer unter dem Pseudonym „Rudolf Otto“ eine vielbeachtete Polemik, die die Friedensgebete erstmals in der Zeitung thematisierte und deren Besucher verunglimpfte:

„Es wären eine ganze Menge ehrenwerter Gründe denkbar, warum Frau A. K. aus Wurzen am vergangenen Montagabend in der Leipziger Innenstadt anzutreffen war. Sie ist jung und hat dementsprechende Einkaufswünsche oder will sich einen neuen Film ansehen oder in der Eisbar den Feierabend genießen. […]
Aber nicht solche ehrenwerte Gründe bestimmen den Weg der Frau, sondern ein höchst verurteilenswerter. Sie fuhr in eindeutig provokatorischer Absicht nach Leipzig, um gemeinsam mit Vertretern bestimmter Gruppierungen […] im Zentrum der Bezirksstadt die öffentliche Ordnung zu stören, die Ruhe und Sicherheit der Bürger anmaßend zu beeinträchtigen und auf Konfrontation mit unserem Staat DDR und mit unserer Gesellschaft zu gehen.“

Die LVZ erhielt zu diesem Text 70 kritische Leserbriefe und eine Beschwerde der Kirche. Im Zentralkomitee der SED wurde die Veröffentlichung als „taktisch unklug“ sowie „ausgesprochene Dummheit“ bezeichnet. Zum dreißigsten Jahrestag der Veröffentlichung bezeichnete die LVZ den Artikel 2019 als „Katalysator für die Revolution“.
Im Zuge der Wende und friedlichen Revolution in der DDR wurde Röhrer zum 14. November 1989 abgesetzt und die verbliebenen Redakteure bestimmten per Abstimmung Wolfgang Tiedke zu seinem Nachfolger.
Röhrer war Mitglied im Verband der Journalisten der DDR.

## Auszeichnungen
- 1976: Vaterländischer Verdienstorden in Bronze[5]